# Niemiecki Szlak Alei

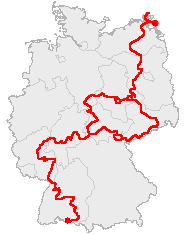
Trasa Niemieckiego Szlaku Alei

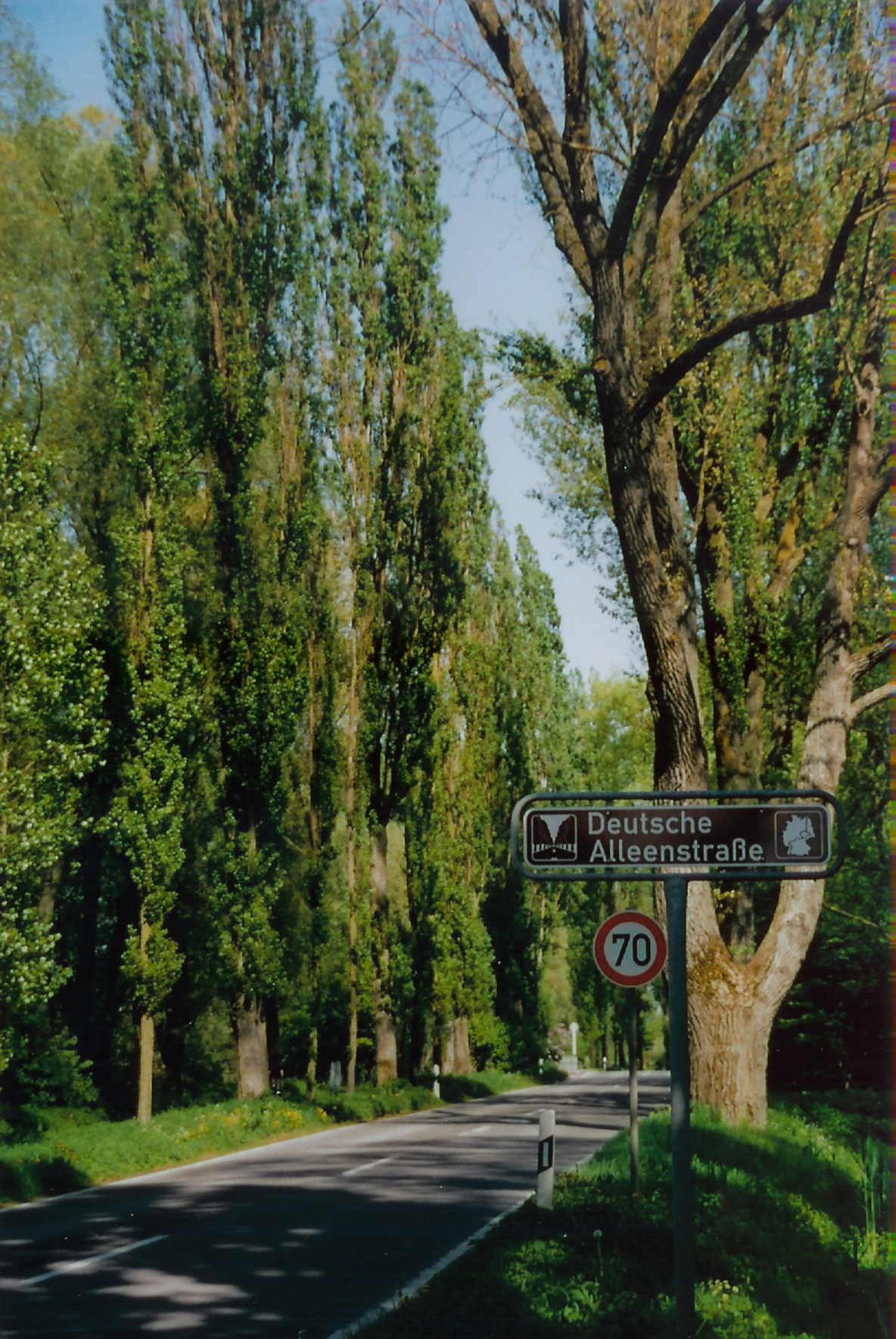
Niemiecki Szlak Alei, Reichenau

Niemiecki Szlak Alei (niem. Deutsche Alleenstraße) – trasa turystyczna o charakterze krajobrazowym na terenie Niemiec, wytyczona wzdłuż alei biegnących od przylądka Arkona na wyspie Rugii po wyspę Reichenau na Jeziorze Bodeńskim. Najdłuższy szlak turystyczny Niemiec (ok. 2500 km).
Szlakiem opiekuje się stowarzyszenie Arbeitsgemeinschaft Deutsche Alleenstraße e.V., którego członkami są m.in. niemiecki automobilklub ADAC, Niemiecki Związek Turystyczny (niem. Deutscher Tourismusverband), Związek Ochrony Niemieckiego Lasu (niem. Schutzgemeinschaft Deutscher Wald) oraz stowarzyszenie “Alte, liebenswerte Bäume in Deutschland e.V.”. 

## Przebieg szlaku
Szlak podzielony jest na osiem odcinków:
1. Rugia – Rheinsberg (Meklemburgia-Pomorze Przednie)
2. Rheinsberg – Dessau-Roßlau (Brandenburgia)
3. Dessau-Roßlau – Duderstadt (Harz)
4. Wittenberga – Drezno – Plauen (Saksonia)
5. Plauen – Fulda (Turyngia)
6. Fulda – Bad Kreuznach (Hesja/Nadrenia-Palatynat)
7. Bad Kreuznach – Freudenstadt (Nadrenia-Palatynat)
8. Freudenstadt – Konstancja (Badenia-Wirtembergia)

## Historia
W 1990 redakcja magazynu ADAC-Motorwelt w reakcji na serię listów od czytelników wzywa do akcji ratowania zabytkowych alei na terenie dawnej NRD i publikuje pierwsze propozycje uregulowania ruchu kołowego mające na względzie ochronę starych przydrożnych drzew. W 1991 do inicjatywy przyłączają się Związek Ochrony Niemieckiego Lasu (niem. Schutzgemeinschaft Deutscher Wald) oraz stowarzyszenie “Alte, liebenswerte Bäume in Deutschland e.V.”. W lecie 1992 zapada decyzja o stworzeniu szlaku turystycznego wzdłuż alei, łączącego nowe i stare kraje związkowe. 
W 1993 otwarto dwa pierwsze odcinki trasy pomiędzy Sellin na Rugii a Rheinsbergiem (264 km) oraz pomiędzy Rheinsbergiem a Wittenbergą (168 km). Rok później zarejestrowano stowarzyszenie Arbeitsgemeinschaft Deutsche Alleenstraße e.V. W 1994-95 otwarto kolejne odcinki szlaku. W październiku 1995 w trakcie pierwszej akcji sadzenia drzew posadzono 250 klonów koło Nienburga nad Soławą. Do 2001 dodano następne cztery odcinki trasy. 
W latach 2001–2007 przeprowadzono kolejne akcje sadzenia drzew, m.in. klonów (koło Gedern w Hesji), lipy drobnolistnej (na L 49 w Nadrenii-Palatynacie), morw, brzóz brodawkowatych, jarzębów domowych (na S 297 koło Tobertitz). 